# Xã Trenton, Quận Edwards, Kansas
Xã Trenton (tiếng Anh: Trenton Township) là một xã thuộc quận Edwards, tiểu bang Kansas, Hoa Kỳ. Năm 2010, dân số của xã này là 274 người.